# Paris-Roubaix de 1932
A 33.ª edição da Paris-Roubaix teve lugar a 27 de março de 1932 e foi vencida pelo belga Romain Gijssels.

## Classificação final
|    | Ciclista          | Equipa                    | Tempo |
| -- | ----------------- | ------------------------- | ----- |
| 1  | Romain Gijssels   | Dilecta                   |       |
| 2  | Georges Ronsse    | La Française              |       |
| 3  | Herbert Sieronski | Oscar Egg                 |       |
| 4  | Jean Aerts        | Alcyon-Dunlop             |       |
| 5  | Alfons Schepers   | La Française              |       |
| 6  | Jef Demuysere     | Genial Lucifer-Hutchinson |       |
| 7  | Alfons Ghesquière | Alcyon-Dunlop             |       |
| 8  | Émile Decroix     | Genial Lucifer-Hutchinson |       |
| 9  | Julien Vervaecke  | Labor                     |       |
| 10 | Alfons Deloor     | Dilecta                   |       |